# Gehaktdag (televisieprogramma)
Gehaktdag was een Nederlands televisieprogramma van de AVRO. Het was voor het eerst te zien op 12 februari 2010 op Nederland 3. Er werd één seizoen van gemaakt dat negen afleveringen telde. De laatste aflevering werd uitgezonden op 9 april 2010. Het programma was geënt op de cabaretvorm Roast die sinds 1949 bestaat en onder andere door Dean Martin en op Comedy Central (Verenigde Staten) en Channel 4 (Groot-Brittannië) gebruikt werd.

## Overzicht
Elke aflevering van Gehaktdag stond in het teken van een gast. Deze gast werd toegesproken door twee teams van drie personen. Elke aflevering bestond uit drie rondes: heden, verleden en toekomst. In elke ronde moest een spreker uit elk team een zo goed mogelijke toespraak geven. Deze toespraak moest op humoristische wijze "gehakt" maken van de gast.
Na elke toespraak besliste het publiek, door middel van een applausmeter, wie de gast het beste had toegesproken en een punt verdiende voor zijn of haar team. Ook was er vaak een filmpje met een boodschap van een dierbare van de gast.
Nadat alle sprekers aan bod waren geweest, kreeg de gast het laatste woord, zo kon hij of zij reageren op alles wat er over hem of haar was gezegd.
De teams werden aangevoerd door Horace Cohen en Tijl Beckand. De presentatie van Gehaktdag was in handen van Ruben Nicolai.

## Lijst van Afleveringen
| Nr. | Datum            | Gast              | Team        | Heden             | Verleden           | Toekomst          | Videoboodschap                        |
| --- | ---------------- | ----------------- | ----------- | ----------------- | ------------------ | ----------------- | ------------------------------------- |
| 1   | 12 februari 2010 | Rita Verdonk      | Team Tijl   | Tijl Beckand      | Willibrord Frequin | Nico Dijkshoorn   | Ad Verdonk                            |
|     |                  |                   | Team Horace | Horace Cohen      | Wilko Terwijn      | Marjan Luif       |                                       |
| 2   | 19 februari 2010 | Tatjana Šimić     | Team Tijl   | Tijl Beckand      | Leon Verdonschot   | Hans Klok         | moeder van Tatjana & Gerard Joling    |
|     |                  |                   | Team Horace | Mari van de Ven   | Horace Cohen       | Karin Giphart     |                                       |
| 3   | 26 februari 2010 | Sander Lantinga   | Team Tijl   | Tijl Beckand      | Pepijn Lanen       | Nico Dijkshoorn   | Auke Walsma (beste vriend)            |
|     |                  |                   | Team Horace | Kluun             | Arie Koomen        | Horace Cohen      |                                       |
| 4   | 5 maart 2010     | Patricia Paay     | Team Tijl   | Arie Koomen       | Yvonne Keeley      | Tijl Beckand      | David Bowie & Gerard Joling           |
|     |                  |                   | Team Horace | Horace Cohen      | Leon Verdonschot   | Dorien Wiersma    |                                       |
| 5   | 12 maart 2010    | Martin Šimek      | Team Tijl   | Tijl Beckand      | Inge Ipenburg      | Nico Dijkshoorn   | Kluun                                 |
|     |                  |                   | Team Horace | Bert van der Veer | Maarten Spanjer    | Horace Cohen      |                                       |
| 6   | 19 maart 2010    | Lange Frans       | Team Tijl   | Arie Koomen       | Tim Beumers        | Tijl Beckand      | Baas B                                |
|     |                  |                   | Team Horace | Horace Cohen      | Kristel Zweers     | Leon Verdonschot  |                                       |
| 7   | 26 maart 2010    | Wilma Nanninga    | Team Tijl   | Kluun             | Harry Glotzbach    | Tijl Beckand      | Alexander van der Meulen (echtgenoot) |
|     |                  |                   | Team Horace | Joep van Deudekom | Manon Thomas       | Horace Cohen      |                                       |
| 8   | 2 april 2010     | Stacey Rookhuizen | Team Tijl   | Tijl Beckand      | Harry Glotzbach    | Horace Cohen      | /                                     |
|     |                  |                   | Team Horace | Cystine Carreon   | Wilko Terwijn      | Bert Gabriëls     |                                       |
| 9   | 9 april 2010     | Prem Radhakishun  | Team Tijl   | Jan Roos          | Tijl Beckand       | Joep van Deudekom | Gerda Havertong                       |
|     |                  |                   | Team Horace | Hugo Borst        | Horace Cohen       | Nico Dijkshoorn   |                                       |